# The Menace
Albums de Elastica
Elastica
(1995)
Singles
1. Mad Dog God Dam
Sortie : 2000

The Menace est le deuxième et dernier album du groupe de britpop et punk rock Elastica. Il est sorti le 3 avril 2000 au Royaume-Uni en CD et vinyle 33 tours, avant de connaître une sortie dans le reste de l'Europe, aux États-Unis, au Canada, en Australie et au Japon.
Après leur premier album éponyme en 1995 et une tournée fatigante et tumultueuse, les membres d'Elastica se sont séparés, avec la dissolution temporaire du groupe. Justine Frischmann, après sa rupture avec Damon Albarn, le leader de Blur, a commencé à travailler sur deux chansons, Miami Nice et My Sex, avec son colocataire Loz Hardy, membre du groupe Kingmaker, avec comme inspiration principale la musique de Brian Eno. Ces deux chansons enregistrées en novembre 1996 ont dormi quelque temps dans les tiroirs de Justine Frischmann avant d'être utilisées pour cet album.
En 1999, Justine Frischmann recontacta Annie Holland puis Justin Welch, respectivement bassiste et batteuse d'Elastica pour reformer le groupe, accompagné cette fois de Sharon Mew et Dave Bush (un ancien de The Fall) aux claviers et de Paul Jones à la guitare.
Mark E. Smith, leader de The Fall, a participé à l'écriture de deux chansons, How He Wrote Elastica Man (référence à l'une de ses propres chansons, How I Wrote Elastic Man) et KB. Donna Matthews, l'ancienne guitariste originale d'Elastica a participé à l'enregistrement de deux chansons, Image Change et How He Wrote Elastica Man. L'album contient aussi une reprise du single du groupe allemand Trio, Da Da Da, sur laquelle Damon Albarn joue du clavier et est crédité sous l'anagramme Norman Balda.
La pochette de l'album, ainsi que le clip du seul single extrait, Mad Dog God Dam, est signé par M.I.A..

## Liste des titres
Les chansons sont écrites par Elastica sauf indications contraires.
1. Mad Dog God Dam – 3 min 16 s
2. Generator – 1 min 50 s (Paul Jones)
3. How He Wrote Elastica Man (Elastica, Mark E. Smith, Julia Nagle) – 2 min 02 s
4. Image Change (Donna Matthews, Elastica) – 3 min 27 s
5. Your Arse My Place (Elastica, Adam Ant – non crédité) – 2 min 15 s
6. Human (Donna Matthews, Elastica, Gilbert, Gotobed, Lewis, Newman) – 3 min 29 s
7. Nothing Stays The Same (Donna Matthews, Elastica) – 2 min 44 s
8. Miami Nice (Elastica, Loz Hardy) – 3 min 21 s
9. Love Like Ours (Donna Matthews, Elastica) – 2 min 22 s
10. KB (Elastica, Smith, Nagle) – 3 min 12 s
11. My Sex (Elastica, Loz Hardy) – 4 min 10 s
12. The Way I Like It – 2 min 39 s
13. Da Da Da (Krawinkel, Remmler) – 3 min 52 s